# Jean Réveillon
Pour les articles homonymes, voir Réveillon.
Jean Réveillon, né le 22 avril 1948 à Burbure dans le département du Pas-de-Calais, est un ancien sportif cycliste devenu successivement pigiste à La Voix des Sports, journaliste à la Voix du Nord, directeur régional de FR3 Nord-Pas-de-Calais-Picardie au début des années 1990, directeur des sports de France 2 et France 3, directeur général chargé de l'antenne de France 3, secrétaire général, puis président de l'Union européenne de radio-télévision, conseiller spécial du président de France Télévision et directeur des relations internationales, et directeur général de France 2 du 2 avril 2012 au 28 janvier 2013,, poste qu'il souhaitera quitter à 65 ans pour prendre sa retraite et se lancer dans ses projets musicaux nourris depuis l'enfance avec Michel Pruvot.
La pratique du cyclisme reste son sport de prédilection depuis l'adolescence.

## Biographie
Natif du Pas-de-Calais, à Burbure, de parents commerçants, vendeurs de vélos, Jean Réveillon se dévoue au cyclisme au sein du Cyclo Club Manqueville-Lillers. Il se dit vélodidacte et participe à de nombreuses courses et remporte notamment le Grand Prix de Lillers en 1965 ou le Grand Prix cycliste d'Annezin et à 17 ans au Premier pas Dunlop l'actuel championnat de France officiel de la course en ligne junior homme.
Sportif dans l'âme, il décide de continuer cette passion par une ambition professionnelle : devenir journaliste.

## Parcours médias
Il est embauché à 18 ans comme pigiste sportif au sein de La Voix des Sports.
Il intègre le groupe Voix du Nord et y reste près de 20 ans. En 1977, de journaliste sportif, il devient chef adjoint du service des sports puis trois ans plus tard, il est nommé Rédacteur en Chef de La Voix des Sports puis devient en 1984, le Directeur du Développement de la radio du quotidien.
En 1990, il dirige France 3 Nord-Pas-de-Calais-Picardie.
De 1992 à 1998, il est nommé directeur des sports au sein de France 2 et France 3 puis directeur général de l'antenne et des programmes. Il travaille aux côtés du directeur de l’époque Rémy Pflimlin. Jean Réveillon devient quelques années plus tard le Directeur général délégué de France 3. Il a comme adjoint en 1999 comme directeur de la stratégie éditoriale Patrick de Carolis.
En 2004, Jean Réveillon rejoint l'Union européenne de radio-télévision (UER) au sein de laquelle il est secrétaire général puis directeur général à partir du 5 juillet 2007.
En 2010, il devient l'un des conseils de Rémy Pflimlin qui le nomme directeur des affaires internationales et conseiller spécial du président. En avril 2012, après le départ de Bertrand Mosca de la direction de France 2 pour des raisons de santé, Jean Réveillon devient directeur de France 2. Jean Réveillon, âgé de 62 ans, a pour mission de « consolider les valeurs de la chaîne ». Les postes de directeur de chaîne sont supprimés le 28 janvier 2013.

## Parcours musical
À 65 ans, Jean Réveillon se lance dans les projets musicaux :
- Sortie en novembre 2014 d'un album Oh toi l'amour de ma vie de 10 chansons avec Michel Pruvot produit par Sony Music[9],[10],[11]. Vendu à 25 000 exemplaires en septembre 2015[8].
- avec Thierry Sforza, au sein de ThiRev éditions[8],[12], projet de comédies musicales : Astérix le musical, les Sexygénaires, Victor Hugo pour le Canada et Rise pour l'Allemagne[13]...

## Palmarès cycliste
- 1965
  - Grand Prix de Lillers
  - Grand Prix d'Annezin